# Да живеят децата
Да живеят децата (на испански: ¡Vivan los niños!) е мексиканска теленовела, режисирана от Марта Луна и Лили Гарса и продуцирана от Никандро Диас Гонсалес за Телевиса през 2002-2003 г. Адаптацията, написана от Кари Фахер, е базирана на теленовелата Въртележка от 1989 г.
В главните роли са Андреа Легарета и Едуардо Капетийо, а в отрицателните – Алехандра Прокуна, Елисабет Дупейрон и Силвия Каос. Специално участие вземат първите актьори Хоакин Кордеро, Ракел Олмедо, Рената Флорес и Игнасио Лопес Тарсо.

## Сюжет
Историята разказва за група второкласници от училище „Обединена родина“. В първия учебен ден на тези деца е назначен нов учител - Гуадалупе Гомес, която е не само много хубава, но също така и добра и разбираща своите ученици. Тя започва работа в училището по препоръка на училищния портиер, дон Хоакин, който е неин кръстник, и тъй като е завършила образованието си, това ще бъде първия ѝ клас, с който ще работи през цялата година. Гуадалупе е напуснала родния си град, за да дойде да преподава в града. Тя има баща на име Фелипе. Лупита ще установи връзка с децата, която е повече от тази на учител и ученици, тъй като те ще станат най-добри приятели.

## Актьори
Част от актьорския състав:
- Андреа Легарета - Гуадалупе „Лупита“ Гомес Диас
- Едуардо Капетийо - Емилиано Леал
- Мигел де Леон - Алонсо Гаярдо
- Алехандра Прокуна - Диамантина Роблес
- Хоакин Кордеро - Дон Хоакин Кастийо
- Игнасио Лопес Тарсо - Дон Игнасио Роблес
- Ракел Олмедо - Аларика Карадура
- Рената Флорес - Сегисмунда Верухита / Росамунда Кокошка
- Мануел Савал - Фернандо Молина
- Ребека Манкита - Паола де Молина
- Исабел Мартинес - Франсиска
- Раул Падия „Чофоро“ - Фелипе Гомес
- Мигел Галван - Баталя
- Силвия Каос - Доня Порфирия Паласиос
- Елисабет Дупейрон - Фабиола дел Морал
- Алехандро Руис - Хулиан Кастийо
- Сайде Силвия Гутиерес - Естела дел Кастийо
- Даниела Аедо - Марисол Луна
- Дана Паола - Естрея Ерера
- Мария Морена - Пилар де Браво
- Рафаел Банкелс-мл. - Отон Вайе де ла Рионда
- Марко Уриел - Диего Лойола
- Естер Риналди - Микаела Паласиос де Санчес
- Йоланда Вентура - Долорес Ерера
- Давид Остроски - Д-р Бернардо Ариас
- Беатрис Шеридан - Северина Естудио
- Марта Офелия Галиндо - Горгония
- Хорхе де Силва - Орасио
- Анастасия - Далия
- Аурора Молина - Едувихес
- Норма Ласарено - Аделина
- Артуро Гарсия Тенорио - Месарят
- Марио Карбалидо - Бруно
- Умберто Елисондо - Съдия Масагатос
- Хуан Карлос Серан - Пиетро Мортадело
- Мария Рубио - Госпожа Аредондо
- Жаклин Бракамонтес - Феята
- Хуан Ферара - Маурисио Борбоя

## Премиера
Премиерата на Да живеят децата е на 15 юли 2002 г. по Canal de las Estrellas. Последният 155. епизод е излъчен на 14 март 2003 г.

## Театър
След успеха, постигнат по телевизията, продуцентът Никандро Диас и Херардо Кирос поставят историята на сцената. Мюзикълът на Метрополитен театър с участието на Йоланда Вентура, Раул Падия „Чофоро“ и целия детски състав.

## Награди и номинации
Награди TVyNovelas (2003)
| Категория             | Номинация           | Резултат |
| --------------------- | ------------------- | -------- |
| Най-добър пръв актьор | Игнасио Лопес Тарсо | Печели   |

Награди INTE
| Година | Категория        | Номиниран(а)  | Резултат   |
| ------ | ---------------- | ------------- | ---------- |
| 2003   | Телекомедия      | Никандро Диас | Номиниран  |
| 2003   | Детско участие   | Даниела Аедо  | Номинирана |
| 2003   | Сценарий/Либрето | Кари Фахер    | Номинирана |

## Адаптации
- Да живеят децата е адаптация на мексиканската теленовела Въртележка, продуцирана от Валентин Пимстейн през 1989 г., която е въз основа на аржентинската теленовела Señorita maestra, продуцирана през 1982 г., която е базирана на теленовелата Jacinta Pichimahuida от 1966 г., създадена от Абел Санта Крус.
- През 2012 г. бразилският канал SBT създава римейк на Въртележка, озаглавен Carrossel.